# الحرجة (حريب القرامش)

تعديل مصدري - تعديل

الحرجة ( الحزم ) هي إحدى قرى عزلة بني سكران بمديرية حريب القرامش التابعة لمحافظة مأرب، بلغ تعداد سكانها 224 نسمة حسب تعداد اليمن لعام 2004.